# 王三接 (嘉靖庚戌進士)
王三接（1526年—1557年），字允康，號晉齋，福建泉州府同安縣人，軍籍，明朝政治人物。

## 生平
嘉靖二十二年（1543年）癸卯科福建鄉試第二十二名舉人，二十九年（1550年）庚戌科二甲第四十一名進士。授南京戶部主事，管鳳陽倉，調度軍餉，節約有餘，升北京兵部職方司郎中，三十六年（1557年）出為韶州府知府，洗雪冤案，同年卒於官。

## 家族
曾祖王欽智；祖父王岑；父王濟，母葉氏。重慶下。兄王三錫，弟王三聘。子王道熙、王道蒸、王道默、王道煦。王三錫子王道顯。